# Santa Rosa (Laguna)

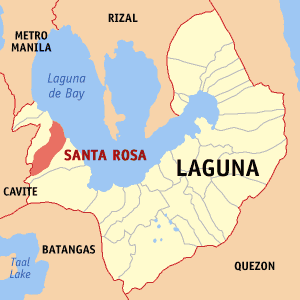
Santa Rosas läge i Laguna

Santa Rosa (officiellt City of Santa Rosa) är en stad i Filippinerna som ligger i provinsen Laguna, regionen CALABARZON. Den har 185 633 invånare (folkräkning 1 maj 2000).
Staden är indelad i 18 smådistrikt, barangayer, varav samtliga är klassificerade som tätortsdistrikt.